# Красногоровка (Днепропетровская область)
Красногоровка (укр. Красногорівка) — село,
Новогригоровский сельский совет,
Межевский район,
Днепропетровская область,
Украина.
Код КОАТУУ — 1222685205. Население по переписи 2001 года составляло 160 человек.

## Географическое положение
Село Красногоровка находится в 4,5 км от правого берега реки Бык,
в 3,5 км от сёл Новогригоровка, Юрьевка и Мироновое.
По селу протекает пересыхающий ручей с запрудой.